# Никола Жигич
Никола Жигич (на сърбохърватски: Nikola Žigić, роден на 25 септември 1980 г., Бачка Топола, Югославия. За националния отбор на Сърбия има 57 мача и 20 гола. Заедно с Ян Колер и Питър Крауч е един от най-високите футболисти, които играят на Топ ниво. Жигич и Колер са високи по 202 см, а Питър Крауч е висок 201 см.